# Эйхенс, Фридрих Эдуард
Фридрих Эдуард Эйхенс (нем. Friedrich Eduard Eichens; 27 мая 1804, Берлин — 5 мая 1877[…], Берлин) — немецкий гравёр; старший брат Филиппа Германа Эйхенса.

## Биография
Эдуард Эйхенс родился 27 мая 1804 года в городе Берлине. Учился художественному мастерству сперва у Людвига Буххорна в Академии художеств родного города, затем у Франсуа Форстера и Жозефа-Теодора Ришома в Париже и, наконец, у Паоло Тоски в Парме. 
Завершив своё образование Эйхенс посетил Рим, Флоренцию, Неаполь, Венецию, Милан и с 1832 года жил и работал в немецкой столице. Всего его произведений, исполненных резцом и офортом, насчитывается около 170. 
Согласно «ЭСБЕ», «Важнейшие между ними» следующие:
- «Богоматерь с Младенцем» со Штейнбрюка,
- «Пилигримы в пустыне» с Штильке,
- «Поклонение волхвов» с Ло-Спаньи,
- «Святая Мария Магдалина» с Доменикино;
- «Мадонна со спящим Младенцем и двумя ангелами, играющими на музыкальных инструментах» с картины Раффаэлино да Гарбо;
- «Дочь Тициана Лавиния» с оригинала Тициана;
- «Христос и блудница» с Порденоне;
- «Рассеяние народов»;
- «Цветущая пора Греции»;
- «Разрушение Иерусалима»;
- «Крестовые походы»;
- «Реформация» с пяти картин В. Каульбаха[7].

С 1833 года он преподавал в Прусской академии художеств.
Фридрих Эдуард Эйхенс умер 5 мая 1877 года в Берлине.